# Alpedrete
Alpedrete é um município da Espanha
na província e comunidade autónoma de Madrid, de área 1,286 km² com população de 12016 habitantes (2007) e densidade populacional de 9343,7 hab./km².

## Demografia
| Variação demográfica do município entre 1991 e 2004 | Variação demográfica do município entre 1991 e 2004 | Variação demográfica do município entre 1991 e 2004 | Variação demográfica do município entre 1991 e 2004 |
| --------------------------------------------------- | --------------------------------------------------- | --------------------------------------------------- | --------------------------------------------------- |
| 1991                                                | 1996                                                | 2001                                                | 2004                                                |
| 3430                                                | 5211                                                | 8514                                                | 10235                                               |